# Алфред Константин фон Залм-Залм
Алфред Константин Александер Ангелус Мария фон Залм-Залм (на немски: Alfred Constantin Alexander Angelus Maria, 5.Fürst zu Salm-Salm, Herzog von Hoogstraeten; * 26 декември 1814, замък Анхолт при Иселбург; † 5 октомври 1886, замък Анхолт) е 5. княз на Залм-Залм във Вогезите, шеф на рода, политик във Вестфалия и племенен господар на Кралство Прусия.

## Биография
Той е големият син на 4. княз Флорентин фон Залм-Залм (1786 – 1846) и Фламиния Роси (1795 – 1840), дъщеря на корсиканския благородник Николо ди Роси († 1802) и Анджела Мария Бачоки/Бачиокки (1758 – 1819), племенница на княз Феличе Бачоки (1762 – 1841), който е женен за Елиза Бонапарт, сестра на Наполеон. Той има двама по-малки братя Емил (1820 – 1858) и Феликс (1828 – 1870).
Алфред се грижи за парковете, конния спорт, архивите на фамилията Залм-Залм, библиотеката в Анхолт и е мецен на изкуството. През 1862 г. посещава Рим. През 1886 г. той е нарисуван от дюселдорфския художник Емил Швабе (1856 – 1924).
Алфред фон Залм-Залм умира на 71 години на 5 октомври 1886 г. в замък Анхолт при Иселбург. Погребан е във фамилната гробница в капелата в Анхолт.

## Фамилия
Алфред Константин фон Залм-Залм се жени на 13 юни 1836 г. за принцеса Августа Аделхайд Емануела Констанца фон Крой (* 7 август 1815, Брюксел; † 10 март 1886, Клеве), дъщеря на принц Фердинанд Виктор Филипе фон Крой (1791 – 1865) и принцеса Анна Луиза Констанца де Крой-Солре (1789 – 1869). Те имат 12 деца:
- Матилда Вилхелмина Мария Констанца (* 19 април 1837, Анхолт; † 19 април 1898, Брюксел)
- Николаус Леополд Йозеф Мария фон Залм-Залм (* 18 юли 1838, Анхолт; † 16 февруари 1908, Анхолт), 6. княз на Залм-Залм, женен в Шьонау-Теплиц на 12 юли 1893 г. за принцеса Елеонора фон Крой (* 13 май 1855; † 27 май 1903)
- Аделхайд Франциска Мария Кристина Алица (* 21 януари 1840, Анхолт; † 25 август 1916, Падерборн), омъжена в Анхолт на 30 ноември 1871 г. за принц Август Филип фон Крой (* 19 март 1840; † 29 юни 1913), пруски генерал-лейтенант
- Фердинанд Емануел Мария Хайнрих (* 1 декември 1841; † 13 май 1842)
- Мария Елеонора Максимилиана Августина (* 13 април 1843, Анхолт; † 3 юни 1908, Ахерн, Баден-Вютрембург)
- Карл Теодор Алфред Мария Паул Аймé (* 6 март 1845, Анхолт; † 6 януари 1923)
- Алфред Фердинанд Стефан Мария фон Залм-Залм (* 13 март 1846, Анхолт; † 20 април 1923, Анхолт), 12. княз на Залм, 7. княз на Залм-Залм (1908 – 1923), женен във Виена на 18 октомври 1869 г. за графиня Роза фон Лютцов (* 31 март 1850; † 5 февруари 1927); има осем деца
- Емануел Мария Йохан (* 6 юли 1847, Анхолт; † 26 юни 1866, Верона в битка)
- Вилхелм Флорентин Феликс Леополд Мария (* 30 август 1848, Анхолт; † 19 юни 1894, Мюнстер, Вестфалия)
- Максимилиан Емил Франц Август Мария (* 4 ноември 1849, Анхолт; † 24 март 1874, Фиренце)
- Еуфемия Максимилиана Мария Констанца (* 1 юни 1851, Анхолт; † 17 февруари 1931, Мюнстер, Вестфалия)
- Наталия Рудолфина Мария Фламиния (* 16 декември 1853, Анхолт; † 14 март 1913, Грахт), принцеса и вилд и Рейнграфин, омъжена в Анхолт на 9 януари 1872 г. за граф Фердинанд Волф-Метерних цур Грахт (* 2 юли 1845; † 25 май 1938); има десет деца